# 榆林西沙机场
榆林西沙机场位於中國陝西省榆林市城區航宇路，是一個民用機場，在1985年興建，1988年啟用，并於2008年4月10日（新榆林榆陽機場建成之日）停用。